# San Martín, Hidalgo
San Martín är en ort i Mexiko.   Den ligger i kommunen Acaxochitlán och delstaten Hidalgo, i den sydöstra delen av landet, 120 km nordost om huvudstaden Mexico City. San Martín ligger 2 176 meter över havet och antalet invånare är 156.
Terrängen runt San Martín är kuperad åt sydost, men åt nordväst är den platt. Runt San Martín är det tätbefolkat, med 530 invånare per kvadratkilometer. Närmaste större samhälle är Tulancingo, 14,5 km sydväst om San Martín. Omgivningarna runt San Martín är en mosaik av jordbruksmark och naturlig växtlighet.